# Kymani Nedd
Kymani Nedd (Rotterdam, 10 giugno 2004) è un calciatore olandese di origini arubane, difensore dell'Excelsior e della nazionale arubana.

## Caratteristiche tecniche
È un terzino sinistro.

## Carriera

### Club
Cresciuto nei settori giovanili di Spartaan '20, NAC Breda ed Excelsior, ha esordito tra i professionisti con la prima squadra di quest'ultimo club il 9 agosto 2024 nell'incontro di Eerste Divisie (seconda divisione olandese) perso 3-1 contro il TOP Oss, in quella che è stata peraltro la sua unica presenza stagionale in prima squadra.

### Nazionale
Ha giocato con la nazionale araubana Under-20.
L'11 settembre 2023 ha esordito con la nazionale maggiore arubana nell'incontro di CONCACAF Nations League vinto 2-1 contro le Isole Cayman.

## Statistiche

### Presenze e reti nei club
Statistiche aggiornate al 5 giugno 2025.
| Stagione        | Squadra         | Campionato      | Campionato | Campionato | Coppe nazionali | Coppe nazionali | Coppe nazionali | Coppe continentali | Coppe continentali | Coppe continentali | Altre coppe | Altre coppe | Altre coppe | Totale | Totale | Totale |
| Stagione        | Squadra         | Comp            | Pres       | Reti       | Comp            | Pres            | Reti            | Comp               | Pres               | Reti               | Comp        | Pres        | Reti        | Pres   | Reti   |        |
| --------------- | --------------- | --------------- | ---------- | ---------- | --------------- | --------------- | --------------- | ------------------ | ------------------ | ------------------ | ----------- | ----------- | ----------- | ------ | ------ | ------ |
| 2024-2025       | Excelsior       | 1D              | 1          | 0          | CO              | 0               | 0               | -                  | -                  | -                  | -           | -           | -           | 1      | 0      |        |
| Totale carriera | Totale carriera | Totale carriera | 1          | 0          |                 | 0               | 0               |                    | -                  | -                  |             | -           | -           | 1      | 0      |        |

### Cronologia presenze e reti in nazionale
| Cronologia completa delle presenze e delle reti in nazionale ― Aruba | Cronologia completa delle presenze e delle reti in nazionale ― Aruba | Cronologia completa delle presenze e delle reti in nazionale ― Aruba | Cronologia completa delle presenze e delle reti in nazionale ― Aruba | Cronologia completa delle presenze e delle reti in nazionale ― Aruba | Cronologia completa delle presenze e delle reti in nazionale ― Aruba | Cronologia completa delle presenze e delle reti in nazionale ― Aruba | Cronologia completa delle presenze e delle reti in nazionale ― Aruba |
| Data                                                                 | Città                                                                | In casa                                                              | Risultato                                                            | Ospiti                                                               | Competizione                                                         | Reti                                                                 | Note                                                                 |
| -------------------------------------------------------------------- | -------------------------------------------------------------------- | -------------------------------------------------------------------- | -------------------------------------------------------------------- | -------------------------------------------------------------------- | -------------------------------------------------------------------- | -------------------------------------------------------------------- | -------------------------------------------------------------------- |
| 11-9-2023                                                            | George Town                                                          | Isole Cayman                                                         | 1 – 2                                                                | Aruba                                                                | CONCACAF Nations League 2023-2024 - 1° turno                         | -                                                                    |                                                                      |
| 14-10-2023                                                           | Oranjestad                                                           | Aruba                                                                | 3 – 1                                                                | Isole Vergini Americane                                              | CONCACAF Nations League 2023-2024 - 1° turno                         | -                                                                    |                                                                      |
| 16-11-2023                                                           | Upper Bethlehem                                                      | Isole Vergini Americane                                              | 1 – 4                                                                | Aruba                                                                | CONCACAF Nations League 2023-2024 - 1° turno                         | -                                                                    |                                                                      |
| 20-11-2023                                                           | Oranjestad                                                           | Aruba                                                                | 5 – 1                                                                | Isole Cayman                                                         | CONCACAF Nations League 2023-2024 - 1° turno                         | -                                                                    | 37’                                                                  |
| 23-3-2024                                                            | Santiago de los Caballeros                                           | Rep. Dominicana                                                      | 2 – 0                                                                | Aruba                                                                | Amichevole                                                           | -                                                                    | 33’ 69’                                                              |
| 8-6-2024                                                             | Oranjestad                                                           | Aruba                                                                | 0 – 2                                                                | Curaçao                                                              | Qual. Mondiali 2026                                                  | -                                                                    | 59’                                                                  |
| 11-6-2024                                                            | Bridgetown                                                           | Saint Lucia                                                          | 2 – 2                                                                | Aruba                                                                | Qual. Mondiali 2026                                                  | -                                                                    |                                                                      |
| 6-9-2024                                                             | Mayagüez                                                             | Sint Maarten                                                         | 2 – 0                                                                | Aruba                                                                | CONCACAF Nations League 2024-2025 - 1° turno                         | -                                                                    |                                                                      |
| 9-9-2024                                                             | Mayagüez                                                             | Porto Rico                                                           | 1 – 0                                                                | Aruba                                                                | CONCACAF Nations League 2024-2025 - 1° turno                         | -                                                                    |                                                                      |
| 11-10-2024                                                           | Oranjestad                                                           | Aruba                                                                | 1 – 3                                                                | Haiti                                                                | CONCACAF Nations League 2024-2025 - 1° turno                         | -                                                                    |                                                                      |
| 14-10-2024                                                           | Oranjestad                                                           | Aruba                                                                | 3 – 5                                                                | Haiti                                                                | CONCACAF Nations League 2024-2025 - 1° turno                         | -                                                                    | 69’                                                                  |
| 15-11-2024                                                           | Mayagüez                                                             | Porto Rico                                                           | 5 – 1                                                                | Aruba                                                                | CONCACAF Nations League 2024-2025 - 1° turno                         | -                                                                    | 65’ 77’                                                              |
| 25-3-2025                                                            | Phnom Penh                                                           | Cambogia                                                             | 1 – 2                                                                | Aruba                                                                | Amichevole                                                           | -                                                                    |                                                                      |
| Totale                                                               |                                                                      | Presenze                                                             | 13                                                                   |                                                                      | Reti                                                                 | 0                                                                    |                                                                      |